# BetAB-500SzP

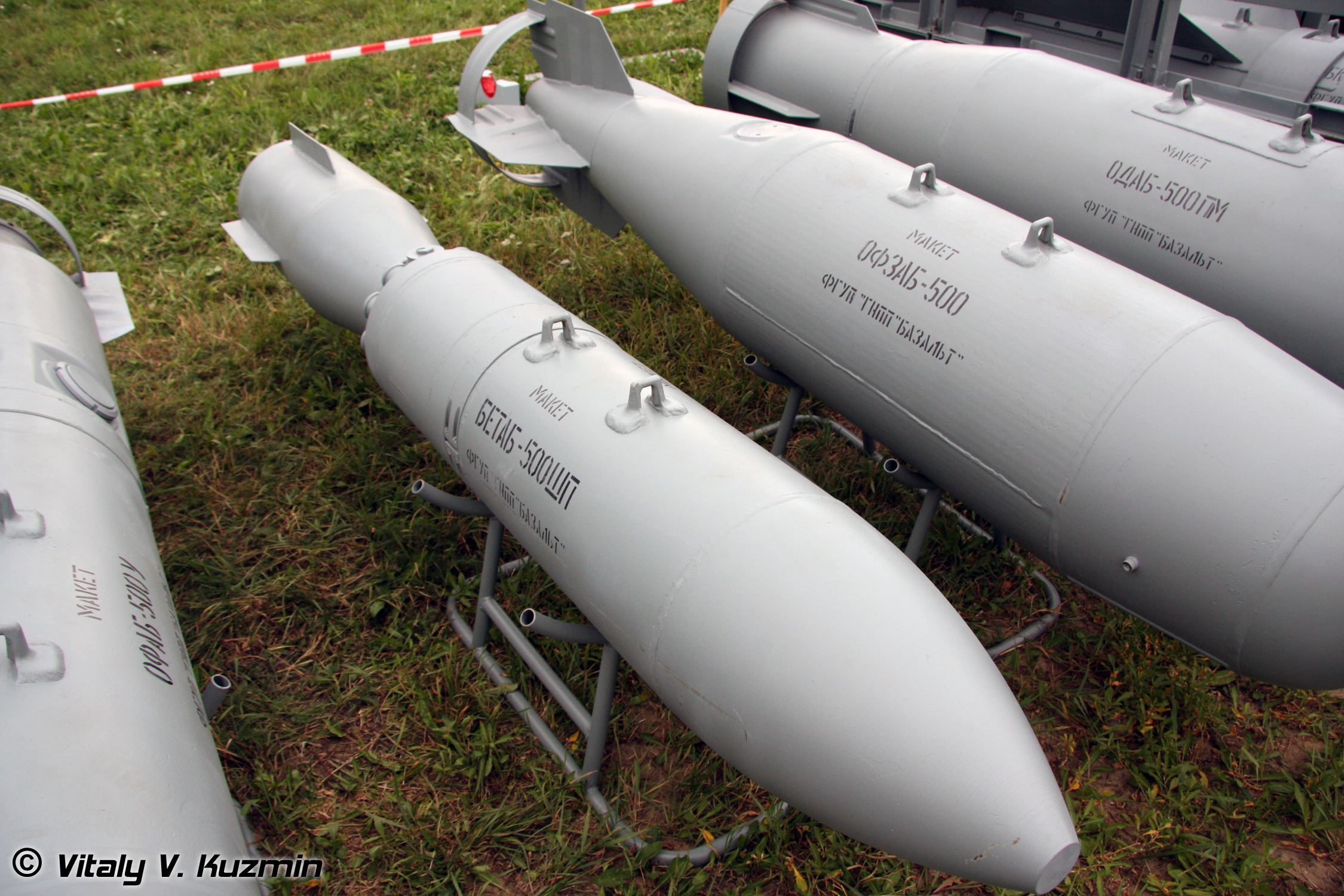

BetAB-500SzP (ros. БетАБ-500ШП) - sowiecka bomba przeciwbetonowa, wagomiaru 500 kg.
Bomba BetAB-500SzP może być dzięki zastosowaniu spadochronu hamującego zrzucana z niewielkich wysokości (zrzut jest możliwy tylko przy prędkościach poddźwiękowych). Spadochron nie tylko wyhamowuje bombę, ale dodatkowo zapewnia pionowe uderzenie w cel, co zwiększa przebijalność. Po wyhamowaniu spadochron jest odrzucany i włącza się silnik rakietowy, którego dysze rozmieszczone są wokół pojemnika spadochronu przyspieszając bombę. Rozpędzona bomba wbija się głęboko pod powierzchnię. W przypadku ataków na pasy startowe powierzchnia pasa zniszczona przez jedną bombę jest równa ok. 50 m² (koło o promieniu 7 m).
Następcą bomby BetAB-500SzP jest nowa BetAB-500U.